# Balrog
Balrogi so izmišljena bitja iz fantazijskih pripovedi o Srednjem svetu angleškega pisatelja J. R. R. Tolkiena. Opisani so kot orjaški, grozeči demoni, obdani z ognjem in sencami, ki vihtijo ognjene biče in občasno dolge meče.
V prvem delu knjižne serije Gospodar prstanov, Bratovščina prstana, druščina v rudnikih Morie naleti na enega od Balrogov, ki ga Gandalf le s težavo premaga. Podrobneje jih opisuje pripoved Silmarillion, po kateri gre za starodavna bitja iz prve dobe Srednjega sveta, ko so veljali za ene najstrašnejših Melkorjevih podanikov, po moči primerljive z zmaji.